# Sebastian Strinning
Sebastian Strinning (* 1. Juni 1985 in Brugg) ist ein schweizerisch-schwedischer Jazz- und Improvisationsmusiker (Tenorsaxophon, Bassklarinette, Komposition) sowie Kapitän auf dem Vierwaldstättersee.

## Leben
Strinning wuchs in Othmarsingen auf und lebt in Luzern. Von 2006 bis 2013 studierte er an der Hochschule Luzern und an der KMH Stockholm Musik, wo er Unterricht u. a. bei Urs Leimgruber, Gerry Hemingway, Hans Koch und Fredrik Ljungkvist hatte. Seitdem beschäftigte er sich mit freier Improvisation und zeitgenössischem Jazz. Schon früh trat er mit expressiven Soloauftritten in Erscheinung (Jazzfestival Schaffhausen, Stanser Musiktage). Ab 2013 veranstaltete er Konzerte im Mullbau und spielte u. a. mit Gerry Hemingway und Manuel Troller im Trio „Tree Ear“. Seit 2014 kuratiert er zusammen mit Marc Unternährer die Reihe „Dienstags_Jazz“ im Kleintheater Luzern. 2015 legte er das Soloalbum Kerrin vor. 2016 erhielt er den Werkbeitrag des Kanton Luzern und gründete mit Lino Blöchlinger die Formation Le String’Blö. 2018 erhielt er ein Arbeitsstipendium für einen Aufenthalt in Chicago und gründet das Looty Trio (mit Valeria Zangger und Marc Unternährer); des Weiteren arbeitete er mit der Klangkünstlerin Marie-Cécile Reber. Festival- und Clubauftritte führen ihn durch die Schweiz, Europa, Asien, Afrika, Süd- und Nordamerika.
Im Bereich des Jazz war Strinning zwischen 2014 und 2023 an 17 Aufnahmesessions beteiligt, u. a. auch im Fischermanns Orchestra (Tiefenrausch), der Tributformation Urs Blöchlinger Revisited und der Formation Anemochore.

## Diskographische Hinweise
- Kerrin (Wide Ear Records, 2015)
- Tree Ear: Witches Butter (Clean Feed Records, 2017)
- Blindflug: Without Doubt (2017, mit Lauren Newton, Emanuel Künzi)
- Anemochore: Suites and Seeds (Creative Sources 2019, mit Frantz Loriot, Daniel Studer, Benjamin Brodbeck)
- Le String’Blö: March for Nature (Veto 2019, mit Lino Blöchlinger, Roberto Domeniconi, Urban Lienert, Reto Eisenring)
- Urs Blöchlinger Revisited: Harry Doesn’t Mind (Leo Records, 2020, mit Silvan Schmid, Beat Unternährer, Lino Blöchlinger, Christoph Baumann, Neal Davis, Dieter Ulrich)
- Sebastian Strinning – Julian Kirshner: Dipping the Eye (Jaki 2020)
- Turm (Wide Ear Records, 2022)
- Sebastian Strinning / Tim Daisy: Castle and Sun (2023)
- Looty Trio: Boxer Rebellion (2024, mit Marc Unternährer, Valeria Zangger)
- SYNC: Catacryptico (2024, mit Natalie Peters, Jacek Chmiel, Yara Li Mennel)